# Bach-Jahrbuch
 (décembre 2023).
Si vous disposez d'ouvrages ou d'articles de référence ou si vous connaissez des sites web de qualité traitant du thème abordé ici, merci de compléter l'article en donnant les références utiles à sa vérifiabilité et en les liant à la section « Notes et références ».

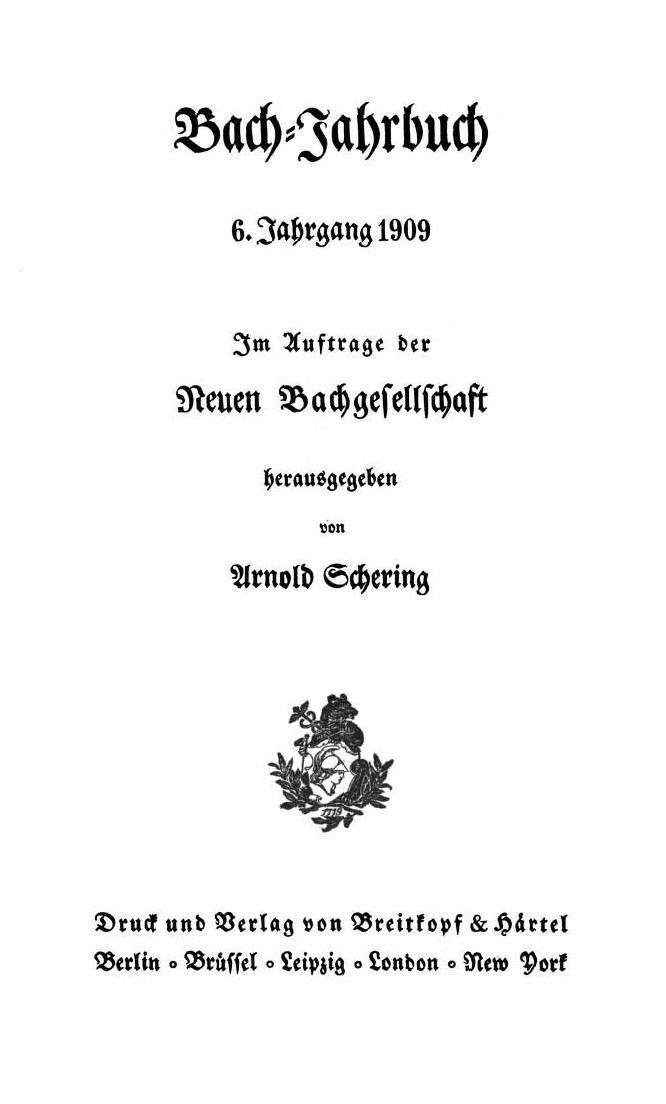
La page de titre du Bach-Jahrbuch 1909.

Le Bach-Jahrbuch (Annuaire ou Almanach Bach) est un périodique créé en 1904 pour le compte de la Neue Bachgesellschaft de Leipzig. Diffusée dans le monde entier, elle est la plus prestigieuse publication internationale de la recherche sur Johann Sebastian Bach.
Le Bach-Jahrbuch publie des articles par des contributeurs scientifiques de renom, ainsi que régulièrement, la bibliographie Bach des ouvrages et articles précédemment publiés, faisant l'état actuel de la recherche scientifique à propos du compositeur et de sa famille. Le Bach-Jahrbuch est le plus ancien périodique imprimé consacré à un seul musicien. 
L'éditeur de la première période (1904-1939) des Almanachs était le musicologue Arnold Schering. Le responsable actuel est le musicologue et chercheur Peter Wollny. L'Annuaire est paru pour l'année 2009 (2010) dans son 95e numéro. Des éditions spéciales thématiques ont été publiées.

## Éditeurs
- Arnold Schering (1904-1939)
- Max Schneider (1940-1952)
- Alfred Dürr et Werner Neumann (1953-1974)
- Hans-Joachim Schulze et Christoph Wolff (1975 et 2005)
- Peter Wollny (depuis 2005)

## Lien contextuel
- Neue Bachgesellschaft
- Bach Compendium